# 北出真也
北出 真也（きたで しんや、1968年10月10日 - ）は、日本の俳優、声優、映画監督(監督名shin)、映像ディレクター。ティー・アーティスト所属。神奈川県出身。

## 人物
趣味・特技はルアーフィッシング。
資格は普通自動車運転免許、中型自動二輪免許。

## 出演作品

### テレビドラマ
- 愛の天使（1994年、東海テレビ）
- お見合いの達人（1994年、TBS）
- 火曜サスペンス劇場「松本清張スペシャル・喪失の儀礼」（1994年、日本テレビ）
- 週末婚（1999年、TBS）
- 検事 霞夕子
- セレブと貧乏太郎（2008年、フジテレビ）
- 相棒
- 陽はまた昇る（2011年、テレビ朝日）

### 映画
- 愛の新世界
- 銀の男・青森純情編
- ごくせん THE MOVIE

### テレビアニメ
2003年
- TEXHNOLYZE（シンジ）
- LAST EXILE（ラルフ・ウェンズディ）

2005年
- トリニティ・ブラッド（ユーグ・ド・ヴァトー）

## 監督作品

### 映画
- fly high（2001年、兼脚本）
- CU2（2002年、兼脚本）
- jewel（2004年、兼脚本）
- フローズンライフ（2007年、兼脚本）